# Ramularia agrimoniae
Ramularia agrimoniae är en svampart som beskrevs av Sacc. 1896. Ramularia agrimoniae ingår i släktet Ramularia och familjen Mycosphaerellaceae.   Inga underarter finns listade i Catalogue of Life.